# Јосемити Вали (Калифорнија)
Јосемити Вали (енгл. Yosemite Valley) насељено је место без административног статуса у америчкој савезној држави Калифорнија.

## Демографија
По попису из 2010. године број становника је 1.035, што је 770 (290,6%) становника више него 2000. године.
| Група             | 2000.       | 2010.       |
| Белци             | 208 (78,5%) | 789 (76,2%) |
| Афроамериканци    | 2 (0,8%)    | 28 (2,7%)   |
| Азијати           | 3 (1,1%)    | 31 (3,0%)   |
| Хиспаноамериканци | 40 (15,1%)  | 123 (11,9%) |
| Укупно            | 265         | 1.035       |